# Trapania canaria
Trapania canaria is een slakkensoort uit de familie van de Goniodorididae. De wetenschappelijke naam van de soort is voor het eerst geldig gepubliceerd in 2009 door Ortea & Moro.